# ショウジョウカ
ショウジョウカ（猩猩花、学名：Abutilon pictum）は、アオイ科イチビ属（アブチロン属）の常緑低木。ブラジル原産。観賞用に栽培されるとともに、アブチロン属の交雑品種の親としても重要な種である。

## 特徴

### 形態
高さ1mほどの低木。葉は長さ・幅とも7～15cmほどで、3～5裂し縁には鋸歯がある。花は葉腋から単生し、8～14cmになる長い花柄から下向きに釣り下がる。花はランプ型になり、萼は長さ3cmで深裂し、花弁は橙色で網目状に濃赤色の脈が入る。

### 分布
ブラジル原産で、現在は園芸用に世界中の温暖な地域または温室で栽培されている。

## 園芸品種・近縁種
園芸品種
- キフアブチロン（Abutilon pictum 'Thompsonii'）[8] - 葉にウイルス性の黄色の斑が入る園芸品種[5]。

近縁種
- アブチロン・ヒブリドゥム（Abutilon × hybridum）[3] - 園芸用のアブチロン属の交雑種群の総称。フイリアブチロンの和名もあるが[9]、実際には葉が斑入りであるとは限らず、様々な形質を持った品種がある。交雑親が明らかでないものが多く、突然変異によるものも含まれると思われるが、少なくともショウジョウカは交雑親として最も重要な種であると考えられている[5][7]。
- アブチロン・ミレリ（Abutilon × milleri）[3] - ウキツリボク（Abutilon megapotamicum）とショウジョウカとの種間雑種。花は両種の特徴を受け継いでおり、暗赤色の萼に黄色の花弁というウキツリボクに似たカラーリングに、ショウジョウカのように花弁に脈が入る[5]。